# Ungern i olympiska sommarspelen 2012
Ungern deltog i de olympiska sommarspelen 2012 som ägde rum i London i Storbritannien mellan den 27 juli och den 12 augusti 2012.

## Medaljörer (urval)
| Medalj | Namn             | Sport     | Gren                     |
| ------ | ---------------- | --------- | ------------------------ |
| Guld   | Áron Szilágyi    | Fäktning  | Herrarnas sabel          |
| Guld   | Dániel Gyurta    | Simning   | Herrarnas 200 m bröstsim |
| Guld   | Krisztián Berki  | Gymnastik | Herrarnas bygelhäst      |
| Guld   | Krisztián Pars   | Friidrott | Släggkastning            |
| Silver | Miklós Ungvári   | Judo      | Herrarnas 66 kg          |
| Brons  | Éva Csernoviczki | Judo      | Damernas 48 kg           |

## Bordtennis
- Huvudartikel: Bordtennis vid olympiska sommarspelen 2012

| Spelare         | Gren       | Inledande omgång     | Runda 1              | Runda 2                 | Runda 3                | Runda 4              | Kvartsfinal          | Semifinal            | Final                | Final            |
| Spelare         | Gren       | Motståndare Resultat | Motståndare Resultat | Motståndare Resultat    | Motståndare Resultat   | Motståndare Resultat | Motståndare Resultat | Motståndare Resultat | Motståndare Resultat | Placering        |
| --------------- | ---------- | -------------------- | -------------------- | ----------------------- | ---------------------- | -------------------- | -------------------- | -------------------- | -------------------- | ---------------- |
| Ádám Pattantyús | Herrsingel | BYE                  | Henzell (AUS) L 1–4  | Gick inte vidare        | Gick inte vidare       | Gick inte vidare     | Gick inte vidare     | Gick inte vidare     | Gick inte vidare     | Gick inte vidare |
| Dániel Zwickl   | Herrsingel | BYE                  | Bentsen (DEN) W 4–1  | Karakašević (SRB) W 4–1 | Chuang C-Y (TPE) L 0–4 | Gick inte vidare     | Gick inte vidare     | Gick inte vidare     | Gick inte vidare     | Gick inte vidare |
| Georgina Póta   | Damsingel  | BYE                  | BYE                  | Tian (CRO) W 4–1        | Park M-Y (KOR) L 1–4   | Gick inte vidare     | Gick inte vidare     | Gick inte vidare     | Gick inte vidare     | Gick inte vidare |
| Krisztina Tóth  | Damsingel  | BYE                  | Ramos (VEN) W 4–3    | Chen S-Y (TPE) L 3–4    | Gick inte vidare       | Gick inte vidare     | Gick inte vidare     | Gick inte vidare     | Gick inte vidare     | Gick inte vidare |

## Boxning
- Huvudartikel: Boxning vid olympiska sommarspelen 2012

Herrar
| Boxare        | Gren            | Sextondelsfinal          | Åttondelsfinal            | Kvartsfinal            | Semifinal            | Final                | Final            |
| Boxare        | Gren            | Motståndare Resultat     | Motståndare Resultat      | Motståndare Resultat   | Motståndare Resultat | Motståndare Resultat | Placering        |
| ------------- | --------------- | ------------------------ | ------------------------- | ---------------------- | -------------------- | -------------------- | ---------------- |
| Miklós Varga  | Lättvikt        | Petrauskas (LTU) L 12–20 | Gick inte vidare          | Gick inte vidare       | Gick inte vidare     | Gick inte vidare     | Gick inte vidare |
| Gyula Káté    | Lätt weltervikt | Mohamed (EGY) W 16–10    | Mangiacapre (ITA) L 14–20 | Gick inte vidare       | Gick inte vidare     | Gick inte vidare     | Gick inte vidare |
| Zoltán Harcsa | Mellanvikt      | Espinoza (VEN) W 16–13   | Kasuto (NAM) W 16–7       | E Falcão (BRA) L 10–14 | Gick inte vidare     | Gick inte vidare     | Gick inte vidare |

## Brottning
- Huvudartikel: Brottning vid olympiska sommarspelen 2012

Herrar, fristil
| Brottare      | Gren    | Kvalomgång           | Åttondelsfinal       | Kvartsfinal          | Semifinal            | Återkval 1           | Återkval 2           | Final / Brons        | Final / Brons |
| Brottare      | Gren    | Motståndare Resultat | Motståndare Resultat | Motståndare Resultat | Motståndare Resultat | Motståndare Resultat | Motståndare Resultat | Motståndare Resultat | Placering     |
| ------------- | ------- | -------------------- | -------------------- | -------------------- | -------------------- | -------------------- | -------------------- | -------------------- | ------------- |
| Gábor Hatos   | -74 kg  | BYE                  | Zhang C (CHN) W 3–0  | Sjapijev (KAZ) W 3–0 | Goudarzi (IRI) L 0–3 | BYE                  | BYE                  | Tigiev (UZB) L 0–3   | 5             |
| Dániel Ligeti | -120 kg | BYE                  | Sjemarov (BLR) L 1–3 | Gick inte viare      | Gick inte viare      | Gick inte viare      | Gick inte viare      | Gick inte viare      | 12            |

Herrar, grekisk-romersk stil
| Brottare           | Gren    | Kvalomgång           | Åttondelsfinal         | Kvartsfinal          | Semifinal             | Återkval 1           | Återkval 2           | Final / brons        | Final / brons |
| Brottare           | Gren    | Motståndare Resultat | Motståndare Resultat   | Motståndare Resultat | Motståndare Resultat  | Motståndare Resultat | Motståndare Resultat | Motståndare Resultat | Placering     |
| ------------------ | ------- | -------------------- | ---------------------- | -------------------- | --------------------- | -------------------- | -------------------- | -------------------- | ------------- |
| Péter Módos        | -55 kg  | BYE                  | Tasmuradov (UZB) W 3–0 | Sourian (IRI) L 0–3  | Gick inte vidare      | Gick inte vidare     | Eraliev (KGZ) W 3–0  | Nyblom (DEN) W 3–1   | 3             |
| Tamás Lőrincz      | -66 kg  | BYE                  | Stäbler (GER) W 3–1    | Lester (USA) W 3–1   | Tskhadaia (GEO) W 3–0 | BYE                  | BYE                  | Kim H-W (KOR) L 0–3  | 2             |
| Péter Bácsi        | -74 kg  | BYE                  | Kazakevič (LTU) L 0–3  | Gick inte vidare     | Gick inte vidare      | Gick inte vidare     | Gick inte vidare     | Gick inte vidare     | 14            |
| Mihály Deák Bárdos | -120 kg | Liu D (CHN) W 1–3    | Eurén (SWE) L 0–3      | Gick inte vidare     | Gick inte vidare      | Gick inte vidare     | Gick inte vidare     | Gick inte vidare     | 11            |

Damer, fristil
| Brottare        | Gren   | Kvalomgång           | Åttondelsfinal        | Kvartsfinal          | Semifinal            | Återkval 1           | Återkval 2           | Final / brons        | Final / brons |
| Brottare        | Gren   | Motståndare Resultat | Motståndare Resultat  | Motståndare Resultat | Motståndare Resultat | Motståndare Resultat | Motståndare Resultat | Motståndare Resultat | Placering     |
| --------------- | ------ | -------------------- | --------------------- | -------------------- | -------------------- | -------------------- | -------------------- | -------------------- | ------------- |
| Marianna Sastin | -63 kg | Mendonca (GBS) W 3–0 | Ostapchuk (UKR) L 0–3 | Gick inte vidare     | Gick inte vidare     | Gick inte vidare     | Gick inte vidare     | Gick inte vidare     | 11            |

## Cykling
- Huvudartikel: Cykling vid olympiska sommarspelen 2012

### Landsväg
| Cyklist           | Gren                | Tid | Placering |
| ----------------- | ------------------- | --- | --------- |
| Krisztián Lovassy | Herrarnas linjelopp | DNF | DNF       |

### Mountainbike
| Cyklist       | Gren                  | Tid            | Placering      |
| ------------- | --------------------- | -------------- | -------------- |
| András Parti  | Herrarnas terränglopp | Did not finish | Did not finish |
| Barbara Benkó | Damernas terränglopp  | 1:43:24        | 27             |

## Friidrott
- Huvudartikel: Friidrott vid olympiska sommarspelen 2012

Förkortningar
- Notera – Placeringar gäller endast den tävlandes eget heat
- Q = Kvalificerade sig till nästa omgång via placering
- q = Kvalificerade sig på tid eller, i fältgrenarna, på placering utan att ha nått kvalgränsen
- NR = Nationellt rekord
- N/A = Omgången inte möjlig i grenen
- Bye = Idrottaren behövde inte delta i omgången

Herrar
Bana och väg
| Idrottare         | Gren           | Heat       | Heat      | Semifinal | Semifinal | Final            | Final            |
| Idrottare         | Gren           | Resultat   | Placering | Resultat  | Placering | Resultat         | Placering        |
| ----------------- | -------------- | ---------- | --------- | --------- | --------- | ---------------- | ---------------- |
| Balázs Baji       | 110 m häck     | 13.76      | 5         | i.u.      | i.u.      | Gick inte vidare | Gick inte vidare |
| Marcell Deák-Nagy | 400 m          | 46.17      | 4         | i.u.      | i.u.      | Gick inte vidare | Gick inte vidare |
| Máté Helebrandt   | 20 km gång     | i.u.       | i.u.      | i.u.      | i.u.      | 1:23:32          | 32               |
| Tamás Kazi        | 800 m          | 1:47.10 SB | 6         | i.u.      | i.u.      | Gick inte vidare | Gick inte vidare |
| Dániel Kiss       | 110 m häck     | 13.62      | 6         | i.u.      | i.u.      | Gick inte vidare | Gick inte vidare |
| Tamás Kovács      | Maraton        | i.u.       | i.u.      | i.u.      | i.u.      | 2:27:48          | 72               |
| Albert Minczér    | 3 000 m hinder | 8:40.74 SB | 11        | i.u.      | i.u.      | Gick inte vidare | Gick inte vidare |

Fältgrenar
| Idrottare      | Gren          | Kval  | Kval      | Final            | Final            |
| Idrottare      | Gren          | Längd | Placering | Längd            | Placering        |
| -------------- | ------------- | ----- | --------- | ---------------- | ---------------- |
| Lajos Kürthy   | Kulstötning   | 19.65 | 21        | Gick inte vidare | Gick inte vidare |
| Krisztián Pars | Släggkastning | 79.37 | 1 Q       | 80.59            | 1                |

Kombinerade grenar – tiokamp
| Idrottare    | Gren     | 100 m | LJ   | SP    | HJ   | 400 m | 110H  | DT    | PV       | JT    | 1500 m  | Final | Placering |
| ------------ | -------- | ----- | ---- | ----- | ---- | ----- | ----- | ----- | -------- | ----- | ------- | ----- | --------- |
| Attila Szabó | Resultat | 11.15 | 6.96 | 13.93 | 1.90 | 50.83 | 14.92 | 45.14 | 4.60 =PB | 58.84 | 4:53.81 | 7581  | 24        |
| Attila Szabó | Poäng    | 827   | 804  | 724   | 714  | 777   | 859   | 770   | 790      | 720   | 596     | 7581  | 24        |

Damer
Bana och väg
| Idrottare         | Event      | Final    | Final     |
| Idrottare         | Event      | Resultat | Placering |
| ----------------- | ---------- | -------- | --------- |
| Zsófia Erdélyi    | Maraton    | 2:44:45  | 92        |
| Anikó Kálovics    | Maraton    | 2:45:55  | 95        |
| Viktória Madarász | 20 km gång | 1:34:48  | 41        |
| Beáta Rakonczai   | Maraton    | 2:41:20  | 85        |

Fältgrenar
| Idrottare    | Gren          | Kval  | Kval      | Final            | Final            |
| Idrottare    | Gren          | Längd | Placering | Längd            | Placering        |
| ------------ | ------------- | ----- | --------- | ---------------- | ---------------- |
| Anita Márton | Kulstötning   | 17.48 | 24        | Gick inte vidare | Gick inte vidare |
| Vanda Juhász | Spjutkastning | 50.01 | 36        | Gick inte vidare | Gick inte vidare |
| Éva Orbán    | Släggkastning | 68.64 | 17        | Gick inte vidare | Gick inte vidare |

Kombinerade grenar – sjukamp
| Idrottare      | Gren     | 100H  | HJ   | SP    | 200 m | LJ   | JT    | 800 m   | Final | Placering |
| -------------- | -------- | ----- | ---- | ----- | ----- | ---- | ----- | ------- | ----- | --------- |
| Györgyi Farkas | Resultat | 14.33 | 1.80 | 13.55 | 25.72 | 6.07 | 46.52 | 2:17.83 | 6013  | 22        |
| Györgyi Farkas | Poäng    | 932   | 978  | 764   | 822   | 871  | 793   | 853     | 6013  | 22        |

## Fäktning
- Huvudartikel: Fäktning vid olympiska sommarspelen 2012

Herrar
| Idrottare     | Gren                | Omgång 1          | Omgång 2                | Omgång 3              | Kvartsfinal           | Semifinal            | Final / BM             | Final / BM       |
| Idrottare     | Gren                | Motståndare Poäng | Motståndare Poäng       | Motståndare Poäng     | Motståndare Poäng     | Motståndare Poäng    | Motståndare Poäng      | Placering        |
| ------------- | ------------------- | ----------------- | ----------------------- | --------------------- | --------------------- | -------------------- | ---------------------- | ---------------- |
| Géza Imre     | Värja, individuellt | i.u.              | El Haouari (MAR) W 15–8 | Piasecki (NOR) L 7–15 | Gick inte vidare      | Gick inte vidare     | Gick inte vidare       | Gick inte vidare |
| Áron Szilágyi | Sabel, individuellt | BYE               | Yu P K (MAS) W 15–1     | Zhong M (CHN) W 15–10 | Hartung (GER) W 15–13 | Kovalev (RUS) W 15–7 | Occhiuzzi (ITA) W 15–8 | 1                |

Damer
| Idrottare    | Gren                  | Omgång 1          | Omgång 2               | Omgång 3            | Kvartsfinal       | Semifinal         | Final / BM        | Final / BM       |
| Idrottare    | Gren                  | Motståndare Poäng | Motståndare Poäng      | Motståndare Poäng   | Motståndare Poäng | Motståndare Poäng | Motståndare Poäng | Placering        |
| ------------ | --------------------- | ----------------- | ---------------------- | ------------------- | ----------------- | ----------------- | ----------------- | ---------------- |
| Emese Szász  | Värja, individuellt   | BYE               | Choi I-J (KOR) L 12–15 | Gick inte vidare    | Gick inte vidare  | Gick inte vidare  | Gick inte vidare  | Gick inte vidare |
| Aida Mohamed | Florett, individuellt | BYE               | Prescod (USA) W 15–10  | Nam H-H (KOR) L 7–8 | Gick inte vidare  | Gick inte vidare  | Gick inte vidare  | Gick inte vidare |

## Gymnastik
- Huvudartikel: Gymnastik vid olympiska sommarspelen 2012

### Artistisk
Herrar
| Idrottare       | Gren      | Kval    | Kval    | Kval    | Kval    | Kval    | Kval    | Kval   | Kval      | Final   | Final   | Final   | Final   | Final   | Final   | Final  | Final     |
| Idrottare       | Gren      | Redskap | Redskap | Redskap | Redskap | Redskap | Redskap | Totalt | Placering | Redskap | Redskap | Redskap | Redskap | Redskap | Redskap | Totalt | Placering |
| Idrottare       | Gren      | F       | PH      | R       | V       | PB      | HB      | Totalt | Placering | F       | PH      | R       | V       | PB      | HB      | Totalt | Placering |
| --------------- | --------- | ------- | ------- | ------- | ------- | ------- | ------- | ------ | --------- | ------- | ------- | ------- | ------- | ------- | ------- | ------ | --------- |
| Krisztián Berki | Bygelhäst | i.u.    | 15.033  | i.u.    | i.u.    | i.u.    | i.u.    | 15.033 | 5 Q       | i.u.    | 16.066  | i.u.    | i.u.    | i.u.    | i.u.    | 16.066 | 1         |
| Vid Hidvégi     | Bygelhäst | i.u.    | 15.100  | i.u.    | i.u.    | i.u.    | i.u.    | 15.100 | 3 Q       | i.u.    | 14.300  | i.u.    | i.u.    | i.u.    | i.u.    | 14.300 | 8         |

Damer
Lag
| Idrottare      | Gren     | Kval    | Kval    | Kval    | Kval    | Kval   | Kval      | Final            | Final            | Final            | Final            | Final            | Final            |
| Idrottare      | Gren     | Redskap | Redskap | Redskap | Redskap | Totalt | Placering | Redskap          | Redskap          | Redskap          | Redskap          | Totalt           | Placering        |
| Idrottare      | Gren     | F       | V       | UB      | BB      | Totalt | Placering | F                | V                | UB               | BB               | Totalt           | Placering        |
| -------------- | -------- | ------- | ------- | ------- | ------- | ------ | --------- | ---------------- | ---------------- | ---------------- | ---------------- | ---------------- | ---------------- |
| Dorina Böczögő | Mångkamp | 13.200  | 11.600  | 13.166  | 12.633  | 50.599 | 49        | Gick inte vidare | Gick inte vidare | Gick inte vidare | Gick inte vidare | Gick inte vidare | Gick inte vidare |

## Handboll
- Huvudartikel: Handboll vid olympiska sommarspelen 2012

Herrar
| \| \| Pos. \| Namn \| Ålder \| \| Klubb \| \| -- \| ---- \| ---------------------- \| ------------------ \| \| ---------------------- \| \| 12 \| MV \| Nándor Fazekas (HUN) \| 35 år (1976-10-16) \| \| MKB Veszprém KC \| \| 16 \| MV \| Roland Mikler (HUN) \| 27 år (1984-09-20) \| \| SC Pick Szeged \| \| 3 \| VN \| Ferenc Ilyes (HUN) \| 30 år (1981-12-02) \| \| MKB Veszprém KC \| \| 5 \| MN \| Gabor Csaszar (HUN) \| 28 år (1984-06-16) \| \| MKB Veszprém KC \| \| 6 \| HN \| Tamás Mocsai (HUN) \| 33 år (1978-12-09) \| \| SG Flensburg-Handewitt \| \| 8 \| VS \| Gergő Iváncsik (HUN) \| 30 år (1981-11-30) \| \| MKB Veszprém KC \| \| 10 \| HS \| Gergely Harsányi (HUN) \| 31 år (1981-05-03) \| \| Tatabánya-Carbonex KC \| \| 14 \| VN \| Carlos Pérez (HUN) \| 40 år (1971-08-26) \| \| MKB Veszprém KC \| \| 19 \| HN \| László Nagy (HUN) \| 31 år (1981-03-03) \| \| FC Barcelona \| \| 20 \| HS \| Péter Gulyás (HUN) \| 28 år (1984-03-04) \| \| MKB Veszprém KC \| \| 24 \| VN \| Attila Vadkerti (HUN) \| 30 år (1982-02-22) \| \| SC Pick Szeged \| \| 25 \| MS \| Szabolcs Zubai (HUN) \| 28 år (1984-03-31) \| \| SC Pick Szeged \| \| 28 \| MS \| Timuzsin Schuch (HUN) \| 27 år (1985-06-05) \| \| MKB Veszprém KC \| \| 66 \| MN \| Máté Lékai (HUN) \| 24 år (1988-06-16) \| \| RK Celje \| | Förbundskapten: Lajos Mocsai                                                                                      |                        |                    |           |                        |
| \| \| Pos. \| Namn \| Ålder \| \| Klubb \| \| -- \| ---- \| ---------------------- \| ------------------ \| \| ---------------------- \| \| 12 \| MV \| Nándor Fazekas (HUN) \| 35 år (1976-10-16) \| \| MKB Veszprém KC \| \| 16 \| MV \| Roland Mikler (HUN) \| 27 år (1984-09-20) \| \| SC Pick Szeged \| \| 3 \| VN \| Ferenc Ilyes (HUN) \| 30 år (1981-12-02) \| \| MKB Veszprém KC \| \| 5 \| MN \| Gabor Csaszar (HUN) \| 28 år (1984-06-16) \| \| MKB Veszprém KC \| \| 6 \| HN \| Tamás Mocsai (HUN) \| 33 år (1978-12-09) \| \| SG Flensburg-Handewitt \| \| 8 \| VS \| Gergő Iváncsik (HUN) \| 30 år (1981-11-30) \| \| MKB Veszprém KC \| \| 10 \| HS \| Gergely Harsányi (HUN) \| 31 år (1981-05-03) \| \| Tatabánya-Carbonex KC \| \| 14 \| VN \| Carlos Pérez (HUN) \| 40 år (1971-08-26) \| \| MKB Veszprém KC \| \| 19 \| HN \| László Nagy (HUN) \| 31 år (1981-03-03) \| \| FC Barcelona \| \| 20 \| HS \| Péter Gulyás (HUN) \| 28 år (1984-03-04) \| \| MKB Veszprém KC \| \| 24 \| VN \| Attila Vadkerti (HUN) \| 30 år (1982-02-22) \| \| SC Pick Szeged \| \| 25 \| MS \| Szabolcs Zubai (HUN) \| 28 år (1984-03-31) \| \| SC Pick Szeged \| \| 28 \| MS \| Timuzsin Schuch (HUN) \| 27 år (1985-06-05) \| \| MKB Veszprém KC \| \| 66 \| MN \| Máté Lékai (HUN) \| 24 år (1988-06-16) \| \| RK Celje \| | Positioner: MV - Målvakt VS - Vänstersexa VN - Vänsternia MS - Mittsexa MN - Mittnia HS - Högersexa HN - Högernia |                        |                    |           |                        |
| \| \| Pos. \| Namn \| Ålder \| \| Klubb \| \| -- \| ---- \| ---------------------- \| ------------------ \| \| ---------------------- \| \| 12 \| MV \| Nándor Fazekas (HUN) \| 35 år (1976-10-16) \| \| MKB Veszprém KC \| \| 16 \| MV \| Roland Mikler (HUN) \| 27 år (1984-09-20) \| \| SC Pick Szeged \| \| 3 \| VN \| Ferenc Ilyes (HUN) \| 30 år (1981-12-02) \| \| MKB Veszprém KC \| \| 5 \| MN \| Gabor Csaszar (HUN) \| 28 år (1984-06-16) \| \| MKB Veszprém KC \| \| 6 \| HN \| Tamás Mocsai (HUN) \| 33 år (1978-12-09) \| \| SG Flensburg-Handewitt \| \| 8 \| VS \| Gergő Iváncsik (HUN) \| 30 år (1981-11-30) \| \| MKB Veszprém KC \| \| 10 \| HS \| Gergely Harsányi (HUN) \| 31 år (1981-05-03) \| \| Tatabánya-Carbonex KC \| \| 14 \| VN \| Carlos Pérez (HUN) \| 40 år (1971-08-26) \| \| MKB Veszprém KC \| \| 19 \| HN \| László Nagy (HUN) \| 31 år (1981-03-03) \| \| FC Barcelona \| \| 20 \| HS \| Péter Gulyás (HUN) \| 28 år (1984-03-04) \| \| MKB Veszprém KC \| \| 24 \| VN \| Attila Vadkerti (HUN) \| 30 år (1982-02-22) \| \| SC Pick Szeged \| \| 25 \| MS \| Szabolcs Zubai (HUN) \| 28 år (1984-03-31) \| \| SC Pick Szeged \| \| 28 \| MS \| Timuzsin Schuch (HUN) \| 27 år (1985-06-05) \| \| MKB Veszprém KC \| \| 66 \| MN \| Máté Lékai (HUN) \| 24 år (1988-06-16) \| \| RK Celje \| | Spelarnas åldrar och klubb per 27 juli 2012.                                                                      |                        |                    |           |                        |
| | Pos. | Namn                   | Ålder              |           | Klubb                  |
| 12 | MV | Nándor Fazekas (HUN)   | 35 år (1976-10-16) | Ungern    | MKB Veszprém KC        |
| 16 | MV | Roland Mikler (HUN)    | 27 år (1984-09-20) | Ungern    | SC Pick Szeged         |
| 3 | VN | Ferenc Ilyes (HUN)     | 30 år (1981-12-02) | Ungern    | MKB Veszprém KC        |
| 5 | MN | Gabor Csaszar (HUN)    | 28 år (1984-06-16) | Ungern    | MKB Veszprém KC        |
| 6 | HN | Tamás Mocsai (HUN)     | 33 år (1978-12-09) | Tyskland  | SG Flensburg-Handewitt |
| 8 | VS | Gergő Iváncsik (HUN)   | 30 år (1981-11-30) | Ungern    | MKB Veszprém KC        |
| 10 | HS | Gergely Harsányi (HUN) | 31 år (1981-05-03) | Ungern    | Tatabánya-Carbonex KC  |
| 14 | VN | Carlos Pérez (HUN)     | 40 år (1971-08-26) | Ungern    | MKB Veszprém KC        |
| 19 | HN | László Nagy (HUN)      | 31 år (1981-03-03) | Spanien   | FC Barcelona           |
| 20 | HS | Péter Gulyás (HUN)     | 28 år (1984-03-04) | Ungern    | MKB Veszprém KC        |
| 24 | VN | Attila Vadkerti (HUN)  | 30 år (1982-02-22) | Ungern    | SC Pick Szeged         |
| 25 | MS | Szabolcs Zubai (HUN)   | 28 år (1984-03-31) | Ungern    | SC Pick Szeged         |
| 28 | MS | Timuzsin Schuch (HUN)  | 27 år (1985-06-05) | Ungern    | MKB Veszprém KC        |
| 66 | MN | Máté Lékai (HUN)       | 24 år (1988-06-16) | Slovenien | RK Celje               |

Gruppspel
| Lag      | S | V | O | F | GM  | IM  | MS  | P  |
| -------- | - | - | - | - | --- | --- | --- | -- |
| Kroatien | 5 | 5 | 0 | 0 | 150 | 109 | +41 | 10 |
| Danmark  | 5 | 4 | 0 | 1 | 124 | 129 | −5  | 8  |
| Spanien  | 5 | 3 | 0 | 2 | 140 | 126 | +14 | 6  |
| Ungern   | 5 | 2 | 0 | 3 | 114 | 128 | −14 | 4  |
| Serbien  | 5 | 1 | 0 | 4 | 120 | 131 | −11 | 2  |
| Sydkorea | 5 | 0 | 0 | 5 | 115 | 140 | −25 | 0  |

|  | 29 juli | Ungern | 25 – 27 | Danmark |  |  |
|  |         |        |         |         |  |  |
|  |         |        |         |         |  |  |

|  | 31 juli | Sydkorea | 19 – 22 | Ungern | Copper Box, London |  |
|  |         |          |         |        |                    |  |
|  |         |          |         |        |                    |  |

|  | 2 augusti | Kroatien | 26 – 19 | Ungern | Copper Box, London |  |
|  |           |          |         |        |                    |  |
|  |           |          |         |        |                    |  |

|  | 4 augusti | Ungern | 22 – 33 | Spanien | Copper Box, London |  |
|  |           |        |         |         |                    |  |
|  |           |        |         |         |                    |  |

|  | 6 augusti | Ungern | 26 – 23 | Serbien | Copper Box, London |  |
|  |           |        |         |         |                    |  |
|  |           |        |         |         |                    |  |

Slutspel
|  | Kvartsfinal | Kvartsfinal | Kvartsfinal |    |          | Semifinal | Semifinal | Semifinal |            |            | Final      | Final    | Final |
|  |             |             |             |    |          |           |           |           |            |            |            |          |       |
|  | A1          | Island      | 33          |    |          |           |           |           |            |            |            |          |       |
|  |             |             | 33          |    |          |           |           |           |            |            |            |          |       |
|  | B4          | Ungern      | 34          |    |          |           |           |           |            |            |            |          |       |
|  | B4          | Ungern      | 34          |    | B4       | Ungern    | 26        |           |            |            |            |          |       |
|  |             |             |             |    | B4       | Ungern    | 26        |           |            |            |            |          |       |
|  |             | A3          | Sverige     | 27 |          |           |           |           |            |            |            |          |       |
|  | A3          | A3          | Sverige     | 27 | Sverige  | 24        |           |           |            |            |            |          |       |
|  | A3          |             |             |    | Sverige  | 24        |           |           |            |            |            |          |       |
|  | B2          | Danmark     | 22          |    |          |           |           |           |            |            |            |          |       |
|  |             |             |             |    |          |           |           |           |            | A3         | Sverige    | 21       |       |
|  |             |             |             |    |          |           |           |           |            | A2         | Frankrike  | 22       |       |
|  | B3          | Spanien     | 22          |    |          |           |           |           |            |            |            |          |       |
|  | B3          | Spanien     | 22          |    |          |           |           |           |            |            |            |          |       |
|  | A2          | Frankrike   | 23          |    |          |           |           |           |            |            |            |          |       |
|  | A2          | Frankrike   | 23          |    | A2       | Frankrike | 25        |           | Bronsmatch | Bronsmatch | Bronsmatch |          |       |
|  |             |             |             |    | A2       | Frankrike | 25        |           | Bronsmatch | Bronsmatch | Bronsmatch |          |       |
|  |             | B1          | Kroatien    | 22 |          |           |           |           |            |            |            |          |       |
|  | B1          | B1          | Kroatien    | 22 | Kroatien | 25        |           | B4        | Ungern     | 26         |            |          |       |
|  | B1          |             |             |    | Kroatien | 25        |           | B4        | Ungern     | 26         |            |          |       |
|  | A4          | Tunisien    | 23          |    |          |           |           |           |            |            | B1         | Kroatien | 33    |
|  |             |             |             |    |          |           |           |           |            |            |            |          |       |

## Judo
Herrar
| Idrottare       | Gren                     | 32-delsfinal               | Sextondelsfinal                | Åttondelsfinal            | Kvartsfinal                 | Semifinal                 | Återkval                    | Bronsmatch           | Final                             | Final            |
| Idrottare       | Gren                     | Motståndare Resultat       | Motståndare Resultat           | Motståndare Resultat      | Motståndare Resultat        | Motståndare Resultat      | Motståndare Resultat        | Motståndare Resultat | Motståndare Resultat              | Placering        |
| --------------- | ------------------------ | -------------------------- | ------------------------------ | ------------------------- | --------------------------- | ------------------------- | --------------------------- | -------------------- | --------------------------------- | ---------------- |
| Miklós Ungvári  | Halv lättvikt (-66 kg)   | Faizzada (AFG) W 1000–0000 | Sanchez (BIZ) W 1000–0000      | Drakšič (SLO) W 0011–0002 | Zagrodnik (POL) W 0010–0002 | Uriarte (ESP) W 0011–0000 | BYE                         | BYE                  | Shavdatuashvili (GEO) L 0001–0010 | 2                |
| László Csoknyai | Halv mellanvikt (-81 kg) | BYE                        | Wiradamungga (INA) W 0200–0001 | Kim J-B (KOR) L 0002–0010 | Gick inte vidare            | Gick inte vidare          | Gick inte vidare            | Gick inte vidare     | Gick inte vidare                  | Gick inte vidare |
| Tamás Madarász  | Mellanvikt (-90 kg)      | i.u.                       | BYE                            | Choriev (UZB) L 0001–1001 | Gick inte vidare            | Gick inte vidare          | Gick inte vidare            | Gick inte vidare     | Gick inte vidare                  | Gick inte vidare |
| Barna Bor       | Tungvikt (+100 kg)       | i.u.                       | Verbij (NED) W 0002–0001       | Malki (MAR) W 0100–0000   | Tölzer (GER) L 0002–0011    | Gick inte vidare          | Silva (BRA) L 0001–0001 YUS | Gick inte vidare     | Gick inte vidare                  | 7                |

Damer
| Idrottare        | Gren                    | Sextondelsfinal            | Åttondelsfinal               | Kvartsfinal                     | Semifinal            | Återkval                     | Bronsmatch                 | Final                | Final            |
| Idrottare        | Gren                    | Motståndare Resultat       | Motståndare Resultat         | Motståndare Resultat            | Motståndare Resultat | Motståndare Resultat         | Motståndare Resultat       | Motståndare Resultat | Placering        |
| ---------------- | ----------------------- | -------------------------- | ---------------------------- | ------------------------------- | -------------------- | ---------------------------- | -------------------------- | -------------------- | ---------------- |
| Éva Csernoviczki | Extra lättvikt (-48 kg) | BYE                        | Ente (NED) W 0010–0001       | van Snick (BEL) L 0000–1001     | Gick inte vidare     | Wu Sg (CHN) W 0210–0002      | Fukumi (JPN) W 1001–0001   | Gick inte vidare     | 3                |
| Hedvig Karakas   | Lättvikt (-57 kg)       | Bellorin (ESP) W 1000–0011 | Silva (BRA) W 000H–1001      | Căprioriu (ROU) L 0000–0000 YUS | Gick inte vidare     | Zabludina (RUS) W 0011–0000  | Pavia (FRA) L 0002–0011    | Gick inte vidare     | 5                |
| Anett Mészáros   | Mellanvikt (-70 kg)     | BYE                        | Thiele (GER) L 0001–0001 YUS | Gick inte vidare                | Gick inte vidare     | Gick inte vidare             | Gick inte vidare           | Gick inte vidare     | Gick inte vidare |
| Abigél Joó       | Halv tungvikt (-78 kg)  | BYE                        | Koumba (GAB) W 0100–0000     | Harrison (USA) L 0010–0101      | Gick inte vidare     | Pogorzelec (POL) W 1012–0022 | Tcheuméo (FRA) L 0001–1000 | Gick inte vidare     | 5                |

## Kanotsport
Sprint
| Kanotist                                                      | Gren                | Heat      | Heat      | Semifinal | Semifinal | Final    | Final     |
| Kanotist                                                      | Gren                | Tid       | Placering | Tid       | Placering | Tid      | Placering |
| ------------------------------------------------------------- | ------------------- | --------- | --------- | --------- | --------- | -------- | --------- |
| Miklós Dudás                                                  | Herrarnas K1 200 m  | 35.323    | 3 Q       | 35.993    | 3 FA      | 36.830   | 6         |
| Attila Vajda                                                  | Herrarnas C1 200 m  | 44.761    | 5 Q       | 42.970    | FB        | 44.466   | 11        |
| Attila Vajda                                                  | Herrarnas C1 1000 m | 3:59.853  | 2 Q       | 3:52.365  | 2 FA      | 3:50.926 | 6         |
| Rudolf Dombi Roland Kökény                                    | Herrarnas K2 1000 m | 3:11.393  | 1 FA      | Bye       | Bye       | 3:09.646 | 1         |
| Zoltán Kammerer Tamás Kulifai Dániel Pauman Dávid Tóth        | Herrarnas K4 1000 m | 2:54.153  | 1 FA      | Bye       | Bye       | 2:55.699 | 2         |
| Nataša Dušev-Janić                                            | Damernas K1 200 m   | 41.221 OB | 1 Q       | 40.570    | 1 FA      | 45.128   | 3         |
| Danuta Kozák                                                  | Damernas K1 500 m   | 1:52.828  | 1 Q       | 1:50.469  | 1 FA      | 1:51.456 | 1         |
| Nataša Dušev-Janić Katalin Kovács                             | Damernas K2 500 m   | 1:43.984  | 1 Q       | 1:41.613  | 2 FA      | 1:43.278 | 2         |
| Krisztina Fazekas Katalin Kovács Danuta Kozák Gabriella Szabó | Damernas K4 500 m   | 1:35.769  | 1 FA      | Bye       | Bye       | 1:30.827 | 1         |

## Konstsim
| Idrottare                | Gren           | Teknisk rutin | Teknisk rutin | Fri rutin (inledande) | Fri rutin (inledande)  | Fri rutin (inledande) | Fri rutin (final) | Fri rutin (final)      | Fri rutin (final) |
| Idrottare                | Gren           | Poäng         | Placering     | Poäng                 | Totalt (teknisk + fri) | Placering             | Placering         | Totalt (teknisk + fri) | Placering         |
| ------------------------ | -------------- | ------------- | ------------- | --------------------- | ---------------------- | --------------------- | ----------------- | ---------------------- | ----------------- |
| Eszter Czékus Szofi Kiss | Damernas duett | 79.400        | 21            | 79.080                | 158.480                | 21                    | Gick inte vidare  | Gick inte vidare       | 21                |

## Modern femkamp
| Idrottare      | Gren   | Fäktning (värja) | Fäktning (värja) | Fäktning (värja) | Simning (200 m frisim) | Simning (200 m frisim) | Simning (200 m frisim) | Ridsport (hästhoppning) | Ridsport (hästhoppning) | Ridsport (hästhoppning) | Kombinerat: skytte/löpning (10 m luftpistol)/(3000 m) | Kombinerat: skytte/löpning (10 m luftpistol)/(3000 m) | Kombinerat: skytte/löpning (10 m luftpistol)/(3000 m) | Totalpoäng | Slutpoäng |
| Idrottare      | Gren   | Resultat         | Placering        | MF-poäng         | Tid                    | Placering              | MF-poäng               | Straff                  | Placering               | MF-poäng                | Tid                                                   | Placering                                             | MF-poäng                                              | Totalpoäng | Slutpoäng |
| -------------- | ------ | ---------------- | ---------------- | ---------------- | ---------------------- | ---------------------- | ---------------------- | ----------------------- | ----------------------- | ----------------------- | ----------------------------------------------------- | ----------------------------------------------------- | ----------------------------------------------------- | ---------- | --------- |
| Róbert Kasza   | Herrar | 20–15            | =6               | 880              | 2:01,59                | 7                      | 1344                   | 0                       | 1                       | 1200                    | 11:27,85                                              | 32                                                    | 2252                                                  | 5676       | 12        |
| Ádám Marosi    | Herrar | 20–15            | =6               | 880              | 2:02,08                | 8                      | 1336                   | 0                       | 2                       | 1200                    | 10:45,72                                              | 12                                                    | 2420                                                  | 5836       | 3         |
| Sarolta Kovács | Damer  | 11–24            | =32              | 664              | 2:08,11                | 1                      | 1264                   | 680*                    | 34                      | 520                     | 12:43,69                                              | 26                                                    | 1948                                                  | 4396       | 33        |
| Adrienn Tóth   | Damer  | 24–11            | 2                | 976              | 2:17,32                | 12                     | 1156                   | 100                     | 24                      | 1100                    | 13:07,33                                              | 31                                                    | 1852                                                  | 5084       | 24        |

* Fullföljde inte

## Rodd
Herrar
| Idrottare                 | Gren                    | Heat    | Heat      | Återkval | Återkval  | Semifinal        | Semifinal        | Final            | Final            | Final |
| Idrottare                 | Gren                    | Tid     | Placering | Tid      | Placering | Tid              | Placering        | Tid              | Placering        |       |
| ------------------------- | ----------------------- | ------- | --------- | -------- | --------- | ---------------- | ---------------- | ---------------- | ---------------- | ----- |
| Béla Simon Domonkos Széll | Tvåa utan styrman       | 6:46,18 | 5 R       | 6:27,88  | 4         | Gick inte vidare | Gick inte vidare | Gick inte vidare | Gick inte vidare |       |
| Zsolt Hirling Tamás Varga | Lättvikts-dubbelsculler | 6:39,80 | 4 R       | 6:32,31  | 2 SA/B    | 6:42,81          | 5 FB             | 6:39,98          | 11               |       |

## Segling
Herrar
| Seglare         | Gren  | Lopp | Lopp | Lopp | Lopp | Lopp | Lopp | Lopp | Lopp | Lopp | Lopp | Lopp | Summerad poäng | Finalplacering |
| Seglare         | Gren  | 1    | 2    | 3    | 4    | 5    | 6    | 7    | 8    | 9    | 10   | M*   | Summerad poäng | Finalplacering |
| --------------- | ----- | ---- | ---- | ---- | ---- | ---- | ---- | ---- | ---- | ---- | ---- | ---- | -------------- | -------------- |
| Áron Gádorfalvi | RS:X  | 34   | 33   | DNF  | 22   | 7    | 21   | 18   | 24   | 3    | 25   | EL   | 187            | 25             |
| Zsombor Berecz  | Laser | 30   | 34   | 11   | 12   | 34   | 3    | 22   | 14   | 4    | 31   | EL   | 159            | 21             |

M = Medaljlopp; EL = Eliminerad – gick inte vidare till medaljloppet;
Damer
| Seglare     | Gren | Lopp | Lopp | Lopp | Lopp | Lopp | Lopp | Lopp | Lopp | Lopp | Lopp | Lopp | Summerad poäng | Finalplacering |
| Seglare     | Gren | 1    | 2    | 3    | 4    | 5    | 6    | 7    | 8    | 9    | 10   | M*   | Summerad poäng | Finalplacering |
| ----------- | ---- | ---- | ---- | ---- | ---- | ---- | ---- | ---- | ---- | ---- | ---- | ---- | -------------- | -------------- |
| Diána Detre | RS:X | 17   | 16   | 13   | 19   | 16   | 14   | 17   | 18   | 21   | 20   | EL   | 150            | 18             |

M = Medaljlopp; EL = Eliminerad – gick inte vidare till medaljloppet;

## Simhopp
Damer
| Idrottare    | Gren | Kval   | Kval      | Semifinal        | Semifinal        | Final            | Final            |
| Idrottare    | Gren | Poäng  | Placering | Poäng            | Placering        | Poäng            | Placering        |
| ------------ | ---- | ------ | --------- | ---------------- | ---------------- | ---------------- | ---------------- |
| Nóra Barta   | 3 m  | 257,70 | 25        | Gick inte vidare | Gick inte vidare | Gick inte vidare | Gick inte vidare |
| Flóra Gondos | 3 m  | 266,45 | 22        | Gick inte vidare | Gick inte vidare | Gick inte vidare | Gick inte vidare |

## Tennis
| Spelare                  | Gren      | Omgång 1                    | Omgång 2                                    | Åttondelsfinaler  | Kvartsfinaler     | Semifinaler       | Final / BM        | Final / BM       |
| Spelare                  | Gren      | Motståndare Poäng           | Motståndare Poäng                           | Motståndare Poäng | Motståndare Poäng | Motståndare Poäng | Motståndare Poäng | Placering        |
| ------------------------ | --------- | --------------------------- | ------------------------------------------- | ----------------- | ----------------- | ----------------- | ----------------- | ---------------- |
| Tímea Babos              | Damsingel | Voskoboeva (KAZ) W 6–4, 6–2 | Kerber (GER) L 1–6, 1–6                     | Gick inte vidare  | Gick inte vidare  | Gick inte vidare  | Gick inte vidare  | Gick inte vidare |
| Ágnes Szávay             | Damsingel | Baltacha (GBR) L 3–6, 3–6   | Gick inte vidare                            | Gick inte vidare  | Gick inte vidare  | Gick inte vidare  | Gick inte vidare  | Gick inte vidare |
| Tímea Babos Ágnes Szávay | Damdubbel | i.u.                        | Hlaváčková / Hradecká (CZE) L 1–6, 7–6, 2–6 | Gick inte vidare  | Gick inte vidare  | Gick inte vidare  | Gick inte vidare  | Gick inte vidare |

## Triathlon
| Triathlet     | Gren               | Simning (1,5 km) | Trans 1 | Cykling (40 km) | Trans 2 | Löpning (10 km) | Total tid | Placering |
| ------------- | ------------------ | ---------------- | ------- | --------------- | ------- | --------------- | --------- | --------- |
| Zsófia Kovács | Damernas triathlon | 19:51            | 0:44    | 1:10:40         | 0:34    | 38:50           | 2:10:39   | 51        |